# Invasion Los Angeles
Pour plus de détails, voir Fiche technique et Distribution.
Invasion Los Angeles (They Live) est un film de science-fiction américain réalisé par John Carpenter et sorti en 1988. Il s'inspire de la nouvelle Les Fascinateurs (Eight O'Clock in the Morning) de Ray Faraday Nelson.
Il met en scène Roddy Piper dans le rôle d'un vagabond qui découvre avec des lunettes de soleil spéciales que la classe dirigeante est constituée d'extraterrestres cachant leur apparence et manipulant les gens pour qu'ils consomment, se reproduisent et se conforment via des messages subliminaux insérés dans les médias. Film à petit budget, Invasion Los Angeles reçoit des critiques négatives mais s'en sort mieux au box-office. Il est parfois considéré comme un film culte et peut être vu comme une satire et une critique du système capitaliste et des médias.

## Synopsis
John Nada parcourt les routes à la recherche d'un emploi comme ouvrier sur les chantiers. Embauché à Los Angeles, il fait la connaissance de Frank Armitage, qui lui propose de venir loger dans un bidonville voisin d’une église. John découvre que celle-ci abrite une organisation clandestine, dont les membres semblent conspirer contre une menace invisible. Un pirate informatique interrompt régulièrement les émissions de télévision pour dénoncer un contrôle exercé sur l’humanité, mais la population, sujette à des maux de tête, reste indifférente à ces avertissements.
Intrigué, John s’introduit dans l’église, y découvrant une réunion secrète et des boîtes mystérieuses. Peu après, la police mène un raid, détruisant le bidonville et arrêtant plusieurs membres du groupe. John parvient à récupérer une boîte, qui s'avère contenir des lunettes de soleil. Il en enfile une paire et découvre alors la réalité cachée du monde : la société est gouvernée par des extraterrestres vivant parmi la population dissimulés sous une apparence humaine, qui manipulent l’humanité grâce à des messages subliminaux omniprésents dans la publicité et les médias, afin d'asservir la population en la maintenant dans un état de soumission et de conformisme, : ces messages encouragent l'obéissance, la consommation de masse et la passivité, empêchant ainsi toute prise de conscience et esprit critique.
De par son attitude peu discrète John est rapidement repéré par des extraterrestres. Après avoir tué deux policiers aliens, il s’arme et entre dans une banque, où il élimine plusieurs créatures avant de s’enfuir. Il prend en otage Holly Thompson, une employée de télévision, dans l’espoir de la convaincre, mais celle-ci le jette par la fenêtre de sa maison.
De retour dans le bidonville en ruines, John retrouve Frank, mais celui-ci refuse de croire à son histoire. Après une longue bagarre, il parvient à lui faire enfiler de force les lunettes, lui révélant ainsi la vérité. Ensemble, ils entrent en contact avec la résistance, qui leur fournit des lentilles de contact pour remplacer les lunettes et leur explique que les extraterrestres exploitent les ressources de la Terre tout en soudoyant des humains pour assurer leur domination.
Holly rejoint le groupe avec des informations sur la source du signal dissimulant l’apparence des envahisseurs. Cependant, la réunion est brutalement attaquée par la police, qui décime la majorité des rebelles. John et Frank parviennent à fuir et utilisent un dispositif extraterrestre dissimulé dans une montre pour infiltrer les locaux de Cable 54, la chaîne de télévision diffusant le signal où travaille par ailleurs Holly.
Se faisant passer pour des recrues, ils parcourent les installations, apercevant même la plateforme de téléportation permettant de voyager entre la Terre et la planète des envahisseurs, et finissent par arriver jusqu'à l'antichambre du studio. Ils sortent ensuite les armes pour se frayer un chemin jusqu'au toit, où se trouve l'antenne, guidés par Holly. Mais cette dernière, qui collabore pleinement avec les aliens, trahit Frank et l’abat. John parvient à la tuer avant de détruire l’émetteur. Mortellement blessé par un hélicoptère de la police, il meurt en défiant une dernière fois ses oppresseurs, tandis que la population prend enfin conscience de l’invasion, l'apparence des extraterrestres étant révélée au grand jour.

## Fiche technique
Sauf indication contraire, les informations mentionnées dans cette section peuvent être confirmées par la base de données cinématographiques IMDb,  présente dans la section « Liens externes ».
- Titre français : Invasion Los Angeles
- Titre original complet : John Carpenter's They Live[2]
- Réalisation : John Carpenter
- Scénario : John Carpenter (sous le pseudonyme de Frank Armitage), d'après la nouvelle Les Fascinateurs (Eight O'Clock in the Morning de Ray Faraday Nelson
- Musique : John Carpenter et Alan Howarth
- Décors : Marvin March
- Photographie : Gary B. Kibbe
- Montage : Gib Jaffe et Frank E. Jimenez
- Production : Larry J. Franco
- Sociétés de production : Larry Franco Productions et Alive Films
- Sociétés de distribution : Universal Pictures (États-Unis), Studiocanal (France)
- Budget : 4 000 000 $[3]
- Pays de production :  États-Unis
- Langue originale : anglais
- Format : 2,35:1 - Dolby - 35 mm
- Procédé : Couleurs (De Luxe) + noir et blanc -
- Genre : science-fiction, thriller, horreur
- Durée : 90 minutes
- Dates de sortie[2] :
  - États-Unis : 4 novembre 1988
  - France : 19 avril 1989
- Classification[4] :
  - États-Unis : R - Restricted
  - France : tous publics lors de sa sortie en salles

## Distribution
- Roddy Piper : John Nada
- Keith David (VF : Bernard Bollet) : Frank Armitage
- Meg Foster : Holly Thompson
- Peter Jason : Gilbert
- George Buck Flower (VF : Patrice Melennec) : le sans-abri
- Raymond St. Jacques : le prêcheur de rue
- Sy Richardson (VF : Patrice Melennec) : le révolutionnaire noir
- Susan Blanchard : l'ingénue à la réunion secrète
- Norman Alden : le contremaître
- Larry Franco : un voisin
- Matt McColm : un policier (non crédité)
- Tommy Morrison : Dave, un résistant (non crédité)
- John Carpenter : la voix qui dit « Dormez » (non crédité)

## Production

### Genèse et développement
Le scénario s'inspire de la nouvelle Les Fascinateurs de Ray Faraday Nelson. John Carpenter l'adapte lui-même, mais utilise le pseudonyme de Frank Armitage, emprunté à l'un des héros du romancier H. P. Lovecraft.
Avec Prince des ténèbres (1987), ce film fait partie des deux productions aux budgets plus modestes réalisées par John Carpenter à la suite de l'échec commercial des Aventures de Jack Burton dans les griffes du Mandarin (1986).

### Attribution des rôles
Le rôle principal est initialement écrit pour Kurt Russell, que John Carpenter a déjà dirigé dans Le Roman d'Elvis (1979), New York 1997 (1981), The Thing (1982) et Les Aventures de Jack Burton dans les griffes du Mandarin (1986). Le cinéaste pense cependant qu'il doit travailler avec un autre acteur et décide d'engager Roddy Piper, un ancien lutteur qu'il a découvert dans WrestleMania III. Quant au rôle de Frank, il l'avait écrit en pensant à Keith David, qu'il avait déjà dirigé dans The Thing (1982).

### Tournage
Le tournage n'a duré que deux mois, de mars à fin avril 1988. Il se déroule à Los Angeles (Downtown Los Angeles, Hollywood Hills, Spring Street Bridge, ...) et Atlanta.
Catcheur, Roddy Piper a participé activement à la mise en place de la scène de bagarre entre Frank et John Nada.

### Musique
Albums de John Carpenter
Prince des ténèbres
(1987) Petits cauchemars avant la nuit
(1993)
Fils de musicien, John Carpenter a signé, en collaboration avec Alan Howarth, la musique du film.
Listes des titres de l'album
1. Coming to L.A.
2. A Message
3. The Siege of Justiceville
4. Return to Church
5. All Out of Bubble Gum
6. Back to the Street
7. Kidnapped
8. Transient Hotel
9. Underground
10. Wake Up

## Accueil
Le film reçoit des critiques partagées. Dans le Chicago Reader, Jonathan Rosenbaum écrit notamment : « L'esprit et l'art de la narration de Carpenter rendent cela amusant et regardable, bien que le script prenne un certain nombre de raccourcis malheureux et que les possibilités inhérentes au concept central du film ne soient explorées que brièvement ». Jay Carr du Boston Globe écrit notamment « Une fois que Carpenter a livré ses visuels rappelant les années 50, avec de petites soucoupes volantes dodues de série B, et a fait valoir que les riches sont des démons fascistes, They Live faiblit sur l'imagination et l'inventivité » mais estime qu'« en tant que comédie d'horreur de science-fiction, [le film] est dans la même classe que Terminator et RoboCop, même si son héros ne porte pas de biceps bioniques ».
Dans sa critique pour le New York Times, Janet Maslin écrit quant à elle « Puisque M. Carpenter semble essayer de faire valoir un point réel ici, la platitude de Invasion Los Angeles est doublement décevante. Il en va de même pour sa folle incohérence, puisque le film cesse d'essayer de se conformer même à son propre plan de match après un certain temps ». Richard Harrington de The Washington Post écrit : « C'est tout simplement John Carpenter qui, comme d'habitude, essaie de creuser profond avec une pelle en plastique. L'intrigue du film est pleine de trous noirs, le jeu des acteurs est misérable, les effets sont de second ordre. En fait, tout cela est tellement absurde que ça ferait passer V pour Masterpiece. ».
Le film s'en sort mieux au box-office. Produit pour 4 millions de dollars, il en récolte 13 008 928 $ rien que sur le sol américain. En France, il attire 177 294 entrées.
En 2024, Le Monde le qualifie de « grand film politique qui frappe au bon endroit en retournant les armes de la série B régressive en une charge explosive contre l’Amérique reaganienne triomphante et la nouvelle donne économique. »

## Distinctions
En 1989, le film est nommé au prix de meilleur film au Fantasporto. Lors des Saturn Award 1990 décernés par l'Académie des films de science-fiction, fantastique et horreur, il est nommé au prix du meilleur film de science-fiction et à celui de la meilleure musique pour John Carpenter et Alan Howarth.

## Analyse
- Dans le générique de fin, le personnage principal est crédité « Nada » (« rien » en espagnol), son nom n'ayant jamais été donné, ni prononcé de tout le film (le prénom John est seulement dans le script et les dossiers de presse), et le seul nom de famille qu'on entend est celui de Holly : Thomson[6].
- Le film peut être vu comme une critique du capitalisme comme système d'exploitation d'une masse croissante de pauvres et d'opprimés (ici de l'humanité) par une oligarchie (les extraterrestres). Cette domination est rendue possible par la collaboration de quelques humains qui y trouvent un avantage matériel (revenus, promotions, pouvoir). On peut aussi y lire une critique des médias, lobotomisant presque littéralement le peuple et l'asservissant par un véritable lavage de cerveau à travers les publicités poussant à un consumérisme permanent, et répétant incessamment des injonctions à « obéir aux autorités », « consommer », « se marier et procréer », « abandonner toute imagination », etc. John Carpenter a déclaré que le film critiquait notamment les Reaganomics (mot-valise désignant les politiques en matière d'économie du président américain Ronald Reagan dans les années 1980[6]).
- Une lecture antisémite du film a été parfois répandue dans certains milieux d'extrême droite sur Internet, amenant le réalisateur à s'exprimer sur Twitter en 2017 en qualifiant cette interprétation de « calomnie » et de « mensonge »[16],[6].

#### Art

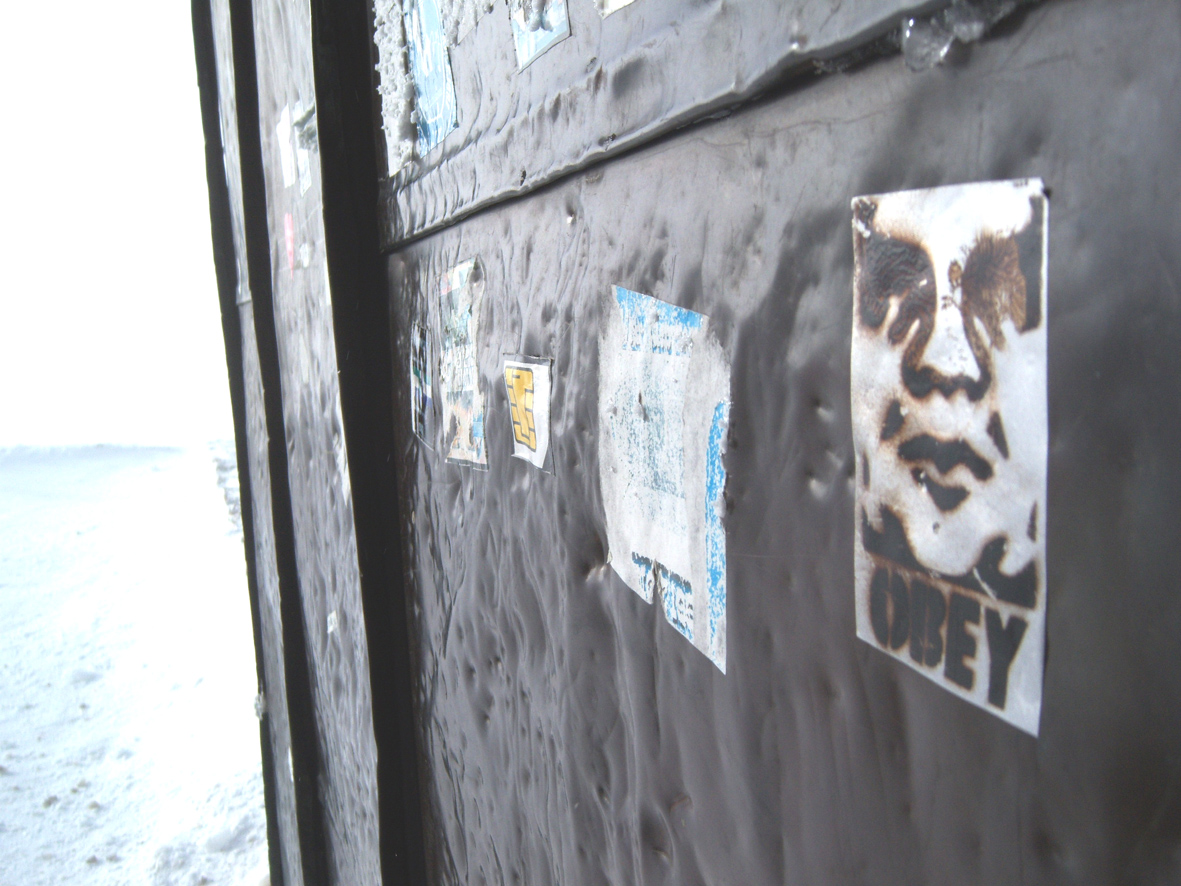
Graffiti d'Obey Giant de Shepard Fairey

## Autour du film